# Muddy Alligators
Muddy Alligators (vertaling: "Modderige alligators") is een aquarel van John Singer Sargent uit 1917.
Na een succesvolle carrière als portretschilder van de Europese high society, keerde John Singer Sargent aan het eind van zijn leven regelmatig terug naar zijn jeugdliefde de aquarel als afleiding van zijn commerciële opdrachten die vaak frustrerend verliepen, zoals muurschilderingen en portretten van machtige opdrachtgevers. Zo is ook deze aquarel ontstaan.
Terwijl hij in het winterverblijf van John D. Rockefeller in Ormond Beach in Florida verbleef, vond hij in de krioelende massa van alligators die in de zon lagen te bakken, een grotere artistieke uitdaging dan in het portret van de oliemagnaat. Hij gebruikte verschillende technieken. Hij kraste plantenstengels en alligatortanden in het papier; door het papier eerst op sommige plekken met was te bewerken suggereerde hij de geschubde huid, en terwijl de schaduwen van de gekartelde ruggen haarscherp zijn getekend, gaf hij de boomstammen weer met vlotte penseelstreken.
Er zijn voorstudies voor de aquarel bewaard gebleven, waaronder vier tekeningen in potlood (ook in het Worcester Art Museum) en twee aquarellen (in het Metropolitan Museum of Art).

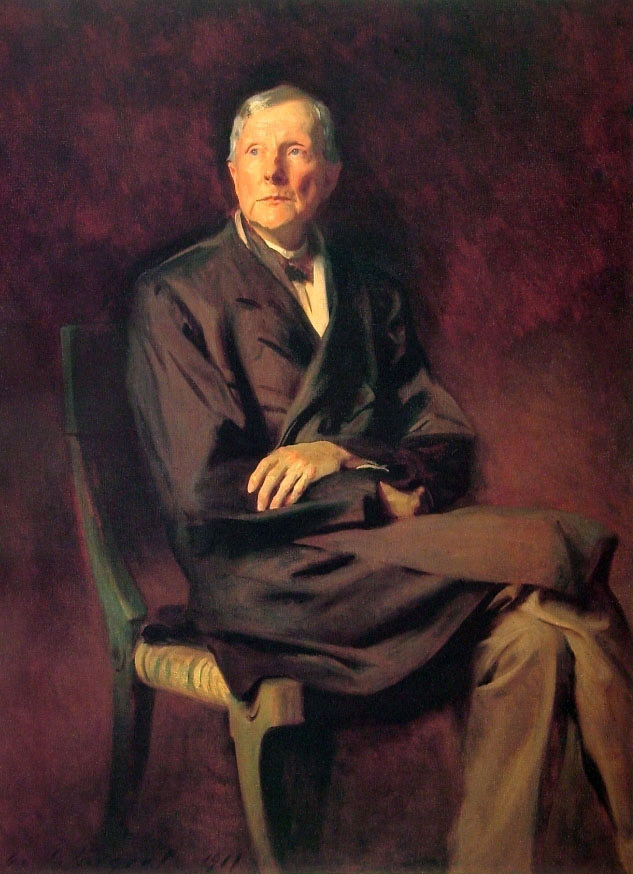
John Singer Sargent, John D. Rockefeller, 1917, olieverf op doek, 114,3 x 147,3 cm, privéverzameling